# Alfajor

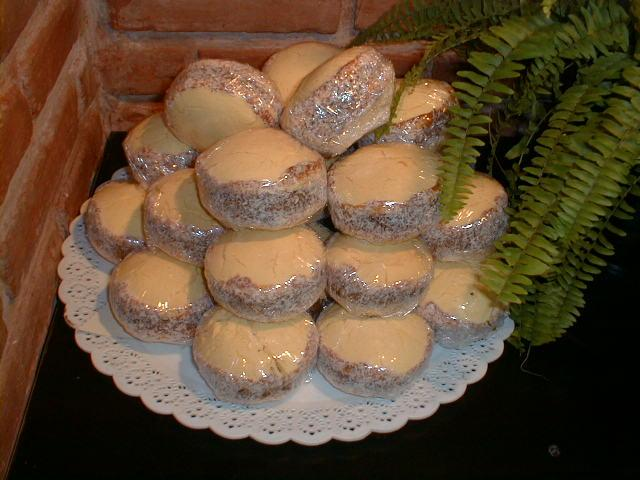
Alfajores artesanals de farina de blat de moro i almívar de llet, típics del Río de la Plata.

Alfajor (de l'àrab hispànic fašúr, derivat del persa afšor, "suc", derivat del pahlavi afšurdan, "esprémer") és el nom que reben diversos tipus de dolços típics als països de parla castellana d'Europa i Amèrica, força diferents entre si.